# Rätan
Rätan ist ein Ort (Tätort) in der Gemeinde Berg in Jämtlands län in Schweden. Der Ort liegt etwa 40 Kilometer südlich vom Hauptort der Gemeinde Berg, Svenstavik, entfernt. Rätansbyn bildet mit einem Abstand von einem Kilometer einen eigenen Småort im Bereich der Europastraße.
Durch den Ort führt der Länsväg 315, etwa zwei Kilometer sind es zur Europastraße 45 und etwa zehn Kilometer zum Bahnhof Röjan an der Inlandsbahn. Rätan liegt am See Rätansjön, der vom Ljungan durchflossen wird.

## Bildergalerie

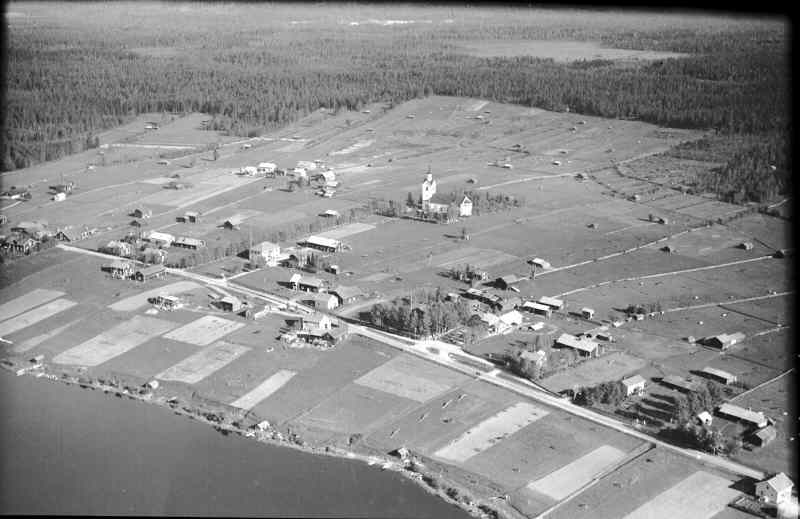
Blick über Rätan (1936)
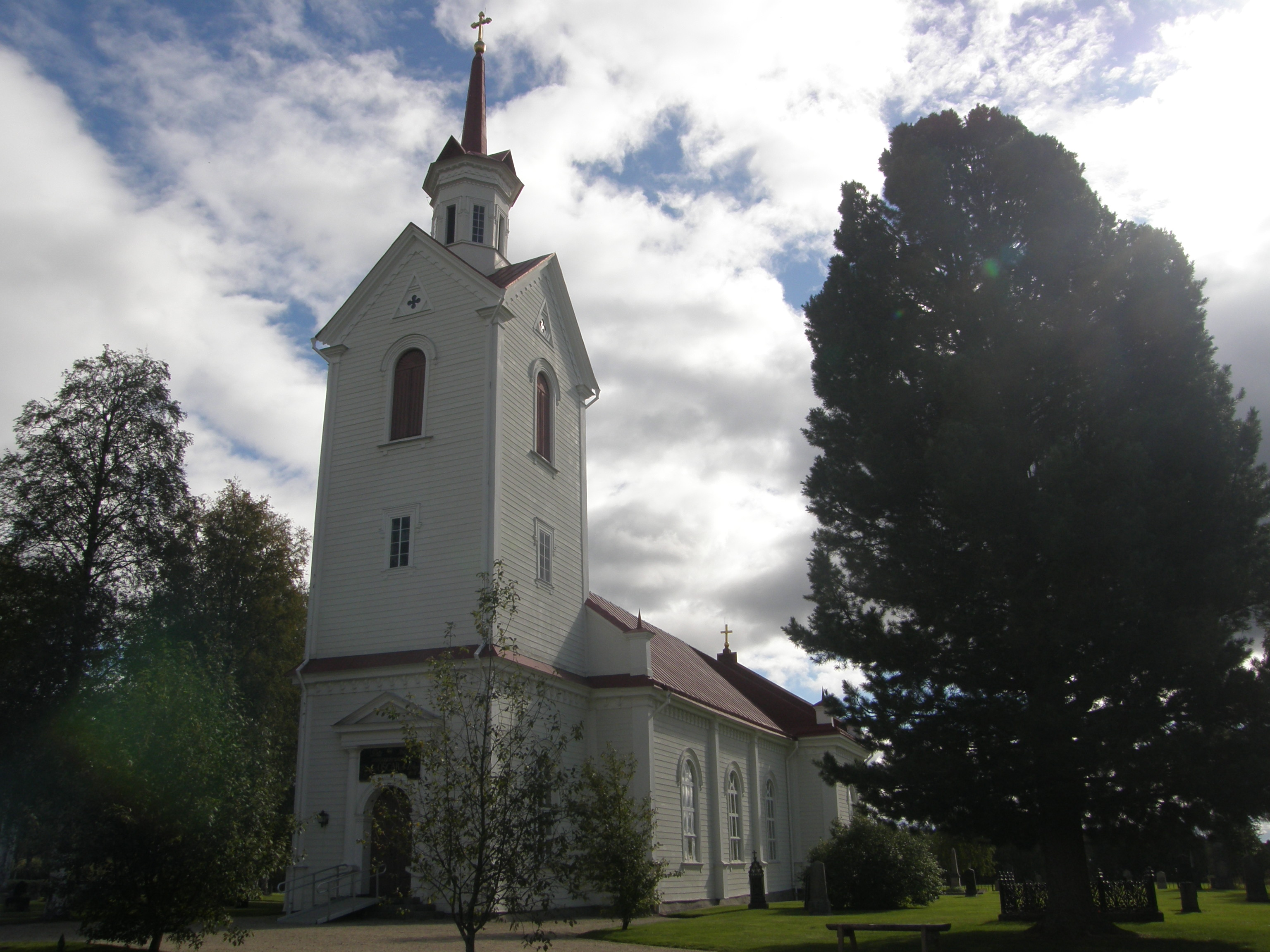
Die Kirche
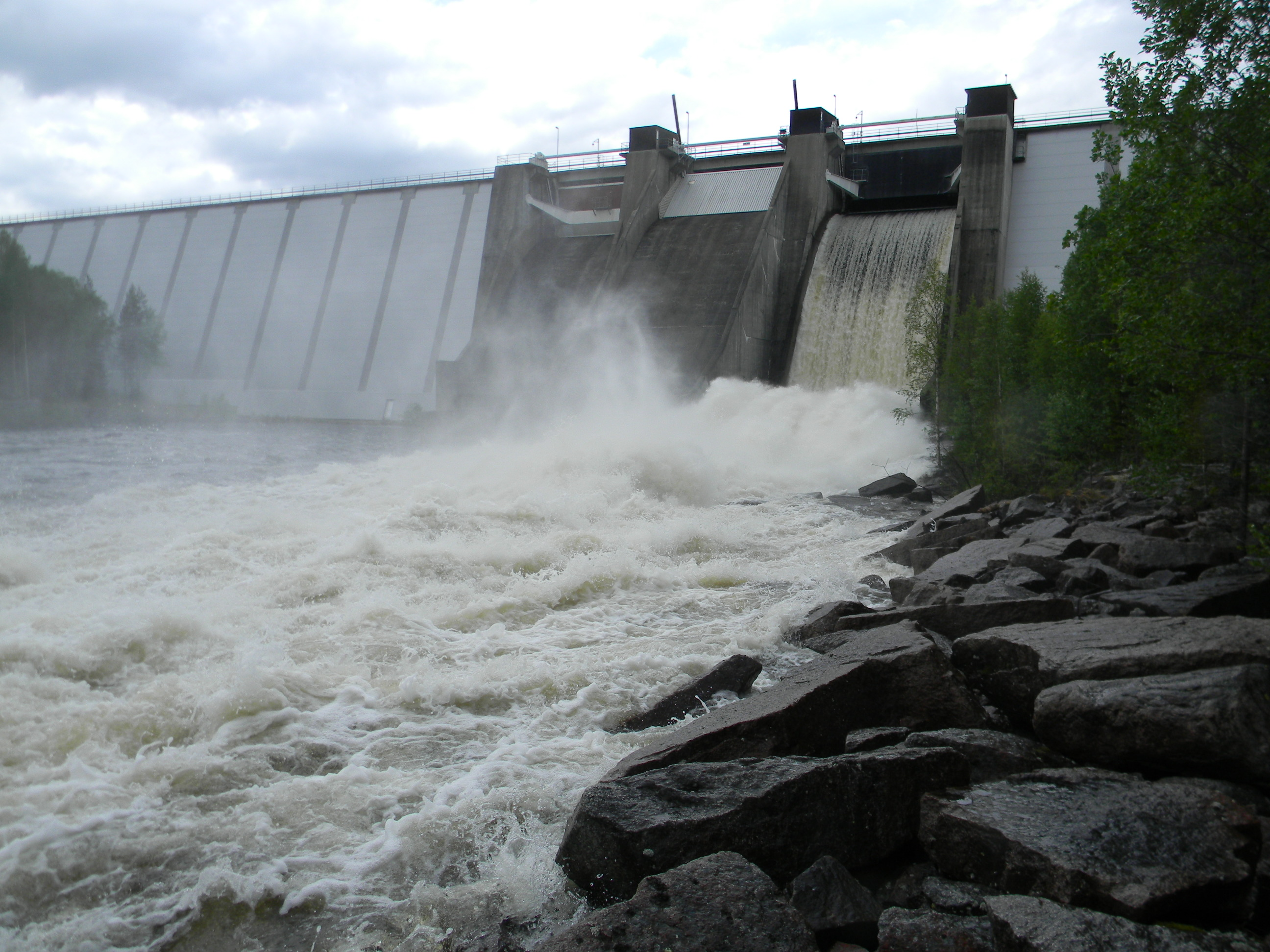
Kraftwerk